# ハルナ・ババンギダ
ハルナ・ババンギダ（Haruna Babangida, 1982年10月1日 - ）は、ナイジェリア・カドゥナ出身の元同国代表サッカー選手。現役時代のポジションはFW、MF。

## 経歴
ナイジェリアのシューティング・スターズFCのユースチームに7歳から所属。13歳の時、アヤックス・アムステルダムに才能を見出される。さらに1年後、FCバルセロナのユースに引き抜かれることとなる。スペイン時代の大半をバルセロナユースと下部のチームへのレンタルで過ごした彼は、2003年にキリンカップのナイジェリア代表に招集され、1試合に出場している。その後はヨーロッパ各国のクラブを転々としており、代表からも遠ざかっている。
ナイジェリア代表のティジャニ・ババンギダの弟である。ポジションは兄と同じフォワードであり、また脅威のスピードを持つところも兄そっくりである。また、次兄のイブラヒム・ババンギダもサッカー選手である。
2014-15シーズン後半はマルタ・プレミアリーグのモスタFCでプレーした。